# The Intelligent Homosexual's Guide to Capitalism and Socialism with a Key to the Scriptures
The Intelligent Homosexual's Guide to Capitalism and Socialism with a Key to the Scriptures è un'opera teatrale di Tony Kushner, debuttata a Minneapolis nel 2009. Il titolo nasce dalla fusione del titolo della pièce di George Bernard Shaw The Intelligent Woman's Guide to Socialism and Capitalism e la "bibbia" del cristianesimo scientista Science and Health with Key to the Scriptures di Mary Baker Eddy.

## Trama
Gus Marcantonio è uno scaricatore di porte in pensione, che fa a fatica a raccapezzarsi con il XXI secolo e una mentalità diversa da quella con cui è nato e cresciuto. Sua sorella Bennie si è trasferita da lui da un anno e le cose si complicano quando la sorella invita i tre figli di Gus a casa e i tre portano con loro compagni, ex e sposi.

## Produzione
La pièce è debuttata al Guthrie Theater di Minneapolis il 15 maggio 2009, in una produzione diretta da Michael Greif. Il Public Theater e  Public Theater la Signature Theater Company hanno prodotto e messo in scena una visione revisionata della commedia al Public Theater, rimasta in scena dal 23 marzo al 12 giugno 2011. La pièce era ancora una volta diretta da Michael Greif e il cast annoverava Michael Cristofer, Linda Emond, Michael Esper e Stephen Spinella.
Il debutto europeo di The Intelligent Homosexual's Guide to Capitalism and Socialism with a Key to the Scriptures è avvenuto nell'ottobre 2016 all'Hampstead Theatre di Londra, con la regia di Michael Boyd e un cast che comprendeva Tamsin Greig, Sara Kestelman, Katie Leung e Luke Newberry.